# Buchi (Cameroun)
Pour les articles homonymes, voir Buchi.
Buchi est un village du Cameroun situé dans l’arrondissement (commune) de Santa, dans le département de Mezam et dans la Région du Nord-Ouest.

## Géographie

### Localisation
Buchi est situé à environ 20 km de distance de Bamenda, le chef-lieu de la Région du Nord-Ouest et à environ 264 km de distance de Yaoundé, la capitale du Cameroun. L’aéroport le plus près est celui de Bali, à 15 km de distance.

### Climat
Buchi possède un climat de savane. La température moyenne annuelle est de 22 °C et les précipitations moyennes annuelles sont de 916,6 mm.

## Population
Lors du recensement de 2005, on a dénombré 1 528 habitants dont 712 hommes et 816 femmes à Buchi.
On y parle notamment le ngamambo, un dialecte local bantoïde des Grassfields.

## Établissement scolaire
Le GSS Buchi, un établissement scolaire d’enseignement secondaire général, du sous-système anglophone, dispense un enseignement général de 1er cycle (classes de la I à la IV).